# Rubus rotundifoliatus
Rubus rotundifoliatus är en rosväxtart som beskrevs av Henri L. Sudre. Rubus rotundifoliatus ingår i släktet rubusar, och familjen rosväxter. Inga underarter finns listade i Catalogue of Life.